# Годі
«Го́ді» (фр. Fini) — новела французького письменника Гі де Мопассана, видана у 1885 році. Сюжет твору розповідає про зустріч давніх коханців, що не бачились 25 років.

## Історія
Гі де Мопассан вперше опублікував цю новелу в газеті «Le Gaulois» 27 липня 1885 року. Пізніше письменник включив її до збірки «Носій», виданій 1900 року. В українському перекладі твір побачив світ у видавництві «Дніпро» двічі: у восьмитомному зібранні творів Гі де Мопассана (1969—1972) і двотомному виданні вибраних творів письменника (1990) (обидва рази у перекладі Івана Рильського).

## Сюжет
Граф де Лормерен ще зберіг ознаки молодечої свіжості, його і досить вважають красенем. Він отримує лист від Лізи де Ванс, яка призначає йому зустріч і нагадує, що є давньою знайомою графа, з якою він не бачився 25 років. В житті старого парубка було багато жінок, однак він точно знає, що хотів би зустрітися лише зі своєю «попелястою квіткою Лізою». Граф радо спішить на зустріч. Та у вітальні своє подруги не впізнає у бабусі навпроти об'єкт своїх молодечих жадань. Час жорстоко відбився на об'єкті його любові. Коли ж до вітальні заходить дочка Лізи, граф упізнає в її рисах свою «попелясту квітку». Схожість настільки разюча, що граф під впливом сильних почуттів ледь не втікає з господи де Вансів. Вдома він роздивляється себе у дзеркало, підсвідомо оцінюючи власну привабливість. Та оскільки його почуття спрямовані не на справжню Лізу, а на її «реінкарнований» образ в особі дочки, граф сам собі каже «Годі».

## Аналіз твору
В новелі «Годі» Гі де Мопассан підіймає філософське питання «Чи може кохання існувати довго без підживлення фізичною красою?» І сам же дає відповідь — «Ні». На думку письменника, який і сам був дуже непостійним у стосунках і любив багатьох жінок, кохання потребує постійної стимуляції ззовні. У випадку з графом де Лормереном тким стимулом стає юна дочка, як дві краплі води схожа на матір. Разом з тим, автор не припускає розвитку явного мезальянсу, тому головний герой новели переборює власні почуття і ставить хрест над підсвідомим намаганням залицятися до «нової Лізи».
Попри глибину висвітлених етичних питань сюжет цього твору не оригінальний. В основних рисах він стисло передає зміст пізнішого і відомішого роману Гі де Мопассана «Сильна, мов смерть» (1889). В романі виникає аналогічна колізія між підстаркуватим коханцем, коханкою майже такого ж віку та її юною дочкою. На відміну від новели, розв'язка подій у романі набуває трагічних рис.